# Sara Hlupekile Longwe
Sara Hlupekile Longwe es consultora sobre género y desarrollo  en Lusaka, Zambia. Fue presidenta de la organización feminista FEMNET entre 1997 y 2003 y autora del Marco Longwe para el Análisis de Género o marco de empoderamiento de la mujer. Longwe se describe a sí misma como una activista feminista radical.

## Primeras luchas

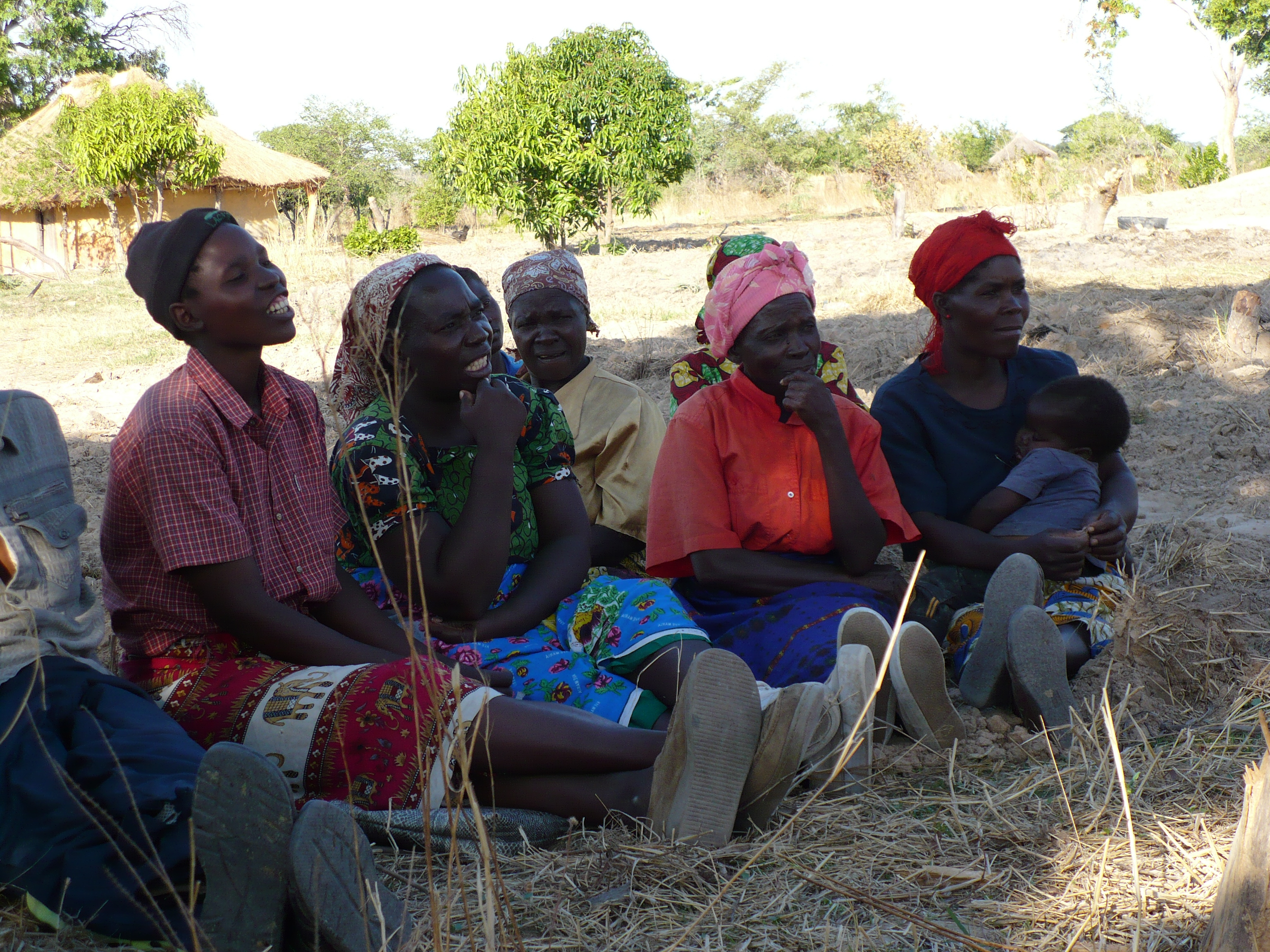
Aldea rural de Zambia. mujeres minifundistas

Cuando Longwe era una joven maestra de secundaria, el gobierno zambiano se negó a concederle la licencia de maternidad tras ser madre, violando así el acuerdo con la Organización Internacional del Trabajo. Longwe formó entonces un grupo de presión que obligó al gobierno a introducir la licencia de maternidad para los maestros en 1974. Otro de sus enfrentamientos como maestra derivó de su petición de poder usar pantalones para ir a la escuela. El problema se elevó hasta el Secretario Permanente del Ministerio de Educación.
En 1984, Longwe fue una de las fundadoras de la Asociación para la Investigación y el Desarrollo de Zambia. Este grupo desempeñó un importante papel para que el gobierno del país ratificara la Convención sobre la eliminación de todas las formas de discriminación contra la mujer.

## Marco de empoderamiento de la mujer
Longwe desarrolló el Marco de empoderamiento de la mujer, o Marco de Longwe, publicado en 1990. Este marco de análisis de género ayuda a los planificadores a comprender el significado práctico del empoderamiento y la igualdad de las mujeres y a evaluar si una iniciativa de desarrollo apoya este empoderamiento. La premisa básica es que el desarrollo de la mujer puede ser visto en términos de cinco niveles de igualdad: bienestar, acceso, concientización, participación y control. El empoderamiento es esencial en cada uno de estos niveles. El bienestar aborda las necesidades básicas, y el acceso la capacidad de utilizar recursos como el crédito, la tierra y la educación. La concientización es un elemento clave del marco: el reconocimiento de que la discriminación crea problemas relacionados con el género y que las propias mujeres pueden contribuir a esta discriminación. Con participación, las mujeres son iguales a los hombres en la toma de decisiones, y con control, el equilibrio de poderes entre los géneros es igualitario.
En 1992, Longwe demandó con éxito al Hotel Intercontinental cuando se le negó la entrada a un bar del hotel porque no estaba acompañada por un hombre. Ganó el caso en el Tribunal Superior de Zambia sobre la base de que la discriminación contra su sexo estaba en contra de la constitución. Longwe fue presidenta de la Red de Comunicaciones y Desarrollo de Mujeres Africanas (FEMNET) entre 1997 y 2003. El objetivo de esta organización panafricana creada en 1988 es ayudar a las ONG a contribuir al desarrollo, la igualdad y los derechos de las mujeres, y proporcionar una infraestructura para la información y el empoderamiento.
En 1998, Longwe afirmó que el sistema escolar contribuye a la subordinación de las mujeres, por lo que la falta de escolarización no debe verse como la única causa del bajo nivel socioeconómico de las mujeres. También ha criticado abiertamente la falta de progreso en los programas para reducir la marginación de las mujeres desde la Conferencia Mundial sobre la Mujer de 1985 en Nairobi. En su opinión: "Las políticas de género tienen una extraña tendencia a evaporarse dentro de las agencias de desarrollo internacional". Habla así mismo de la "olla patriarcal...  llena de prejuicios patriarcales, implícitos en los valores, la ideología, la teoría del desarrollo, los sistemas y procedimientos organizacionales de la agencia". Los trabajadores de la agencia Oxfam han criticado sus puntos de vista sobre los bloqueos de carreteras por considerarlos demasiado extremos.
Es autora de numerosos libros y artículos sobre los derechos de las mujeres africanas y su situación discriminatoria. 

## Reconocimientos
Recibió el Premio Africano de Liderazgo en 2003.